# Камуй (хребет)
Хребет Камуй — горный хребет в северной части острова Итуруп, входящем в состав островов южной группы Большой гряды Курильских островов.
Вулканический массив, занимающий овальную площадь размером 10×18 км, формирует северную часть полуострова Медвежий. Хребет Камуй представляет собой дугообразный участок и является самой старой частью данного вулканического массива. Хребет Камуй высотой 975 метров.
Гребень хребта Камуй является сохранившейся южной частью древнего конуса. Лавы этого конуса лежат на структурах третичного фундамента и относятся к доледниковому периоду. Остальная часть древнего конуса разрушена тектоническими процессами.
На восточных окраинах хребта Камуй размещается вулкан Демон высотой 1200 метров над уровнем моря.